# Nove, Voznesensk
Nove (în ucraineană Нове) este un sat în comuna Manne din raionul Voznesensk, regiunea Mîkolaiiv, Ucraina.

## Demografie
Componența lingvistică a localității Nove
     Ucraineană (96,74%)
     Rusă (2,17%)
     Română (1,09%)
Conform recensământului din 2001, majoritatea populației localității Nove era vorbitoare de ucraineană (96,74%), existând în minoritate și vorbitori de rusă (2,17%) și română (1,09%).